# بيرسي كوين
بيرسي كوين هو سياسي كندي، ولد في 1878 في مونتريال في كندا، وتوفي في 28 أكتوبر 1944 في تورونتو في كندا.